# SN 1988ac
SN 1988ac – supernowa odkryta 30 grudnia 1988 roku w galaktyce NGC 3995. W momencie odkrycia miała maksymalną jasność 16,50m.